# موريل سيرف
موريل سيرف (بالفرنسية: Muriel Cerf)‏ هي كاتِبة فرنسية، ولدت في 4 يونيو 1950 في الدائرة العشرون في باريس في فرنسا، وتوفيت في 19 مايو 2012 في Anet ‏ في فرنسا بسبب سرطان.

## وصلات خارجية
- موريل سيرف على موقع IMDb (الإنجليزية)
- موريل سيرف على موقع ألو سيني (الفرنسية)
- موريل سيرف على موقع أول موفي (الإنجليزية)
- موريل سيرف على موقع قاعدة بيانات الفيلم (الإنجليزية)
- موريل سيرف على موقع كينوبويسك (الروسية)